# Bobbo Nordenskiöld
Bobbo Per Nordenskiöld (Åre, 27 settembre 1951) è un ex sciatore alpino e allenatore di sci alpino svedese.

## Biografia
Nordenskiöld, originario di Åre, ha fatto parte della nazionale svedese negli anni 1970 e vinse il titolo nazionale svedese nella discesa libera e nello slalom gigante nel 1974 e nella discesa libera nel 1977; non prese parte a rassegne olimpiche e non ottenne piazzamenti in Coppa del Mondo o ai Campionati mondiali. Dopo il ritirò divenne allenatore di sci alpino lavorando in Svezia, Canada e Islanda.

## Palmarès

### Campionati svedesi
- 3 ori (discesa libera, slalom gigante nel 1974; discesa libera nel 1977)[1]